# Cryptocoryne ferruginea
Cryptocoryne ferruginea är en kallaväxtart som beskrevs av Adolf Engler. Cryptocoryne ferruginea ingår i släktet Cryptocoryne och familjen kallaväxter. Inga underarter finns listade.